# Artykulacja (fonetyka)

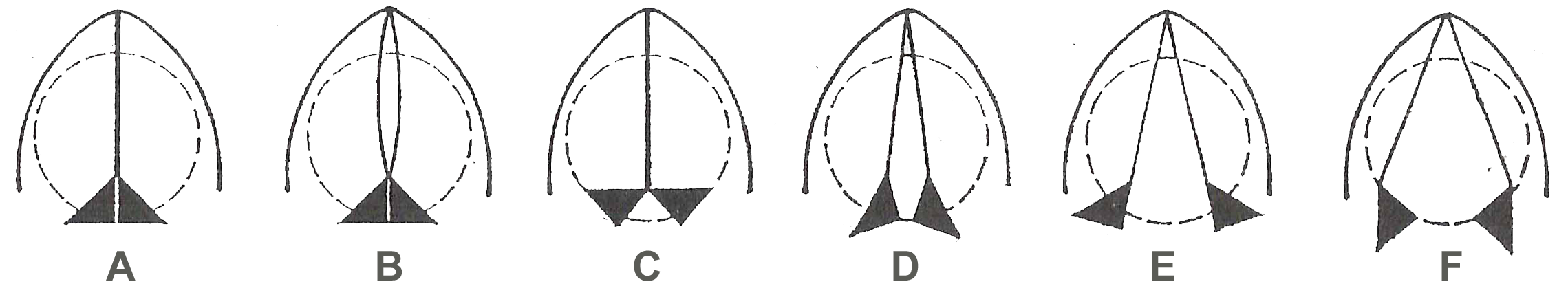
Ułożenie strun głosowych w czasie wypowiadania głosek

Artykulacja – proces kształtowania dźwięków mowy ludzkiej, odbywający się w części aparatu mowy obejmującą jamy ponadkrtaniowe, tzw. nasadę. 
Artykulacja jest jednym z zasadniczych aspektów procesu wytwarzania głosek, na który składają się ponadto inicjacja, czyli mechanizm wytworzenia prądu powietrza i fonacja, czyli sposób zachowania się wiązadeł głosowych.
W czasie artykulacji prąd powietrza, który jest niezbędnym tworzywem w czasie wytwarzania dźwięków, jest modelowany przez ruchome i nieruchome artykulatory znajdujące się w nasadzie (kanale głosowym). Najczęściej modulacji poddawane jest powietrze wydychane z płuc.

## Klasyfikacja artykulacyjna
Klasyfikacja artykulacyjna odwołuje się do charakterystycznego dla każdej głoski układu narządów aparatu artykulacyjnego. 
Podstawowe kryteria takiej klasyfikacji dla głosek o charakterze spółgłoskowym to przede wszystkim:
- sposób artykulacji, czyli rodzaj przewężania,
- miejsce artykulacji i narząd artykulacji opisujące razem miejsce przewężenia,
- tor przepływu powietrza, czyli sposób wykorzystania kanału ustnego i nosowego (porównaj też spółgłoska środkowa, spółgłoska boczna).

Dla głosek o charakterze samogłoskowym zaś:
- stopień otwarcia jamy ustnej względem osi pionowej,
- położenia języka względem poziomej osi jamy ustnej,
- udział warg w artykulacji.

Badaniem artykulacyjnych aspektów wytwarzania dźwięków zajmuje się fonetyka artykulacyjna.